# Ikšķile
Ikšķile ( výslovnost, livonsky Ikškilā) je město v Lotyšsku a správní centrum stejnojmenného kraje. V roce 2010 zde žilo 4 052 obyvatel.
Lotyšský název města pochází z livonského Ikškilā, které je kompozitem slov ikš „jedna“ a kilā „ves“; doslova tedy znamená jedna ves, ve volnějším překladu první osada.